# Virksomhedsguiden
Virksomhedsguiden er en dansk digital platform, der tilbyder vejledning, værktøjer og information til virksomheder og iværksættere i Danmark. Guiden drives af Erhvervsstyrelsen og har til formål at understøtte virksomheder i alle faser – fra opstart og drift til vækst og internationalisering.

## Historie
Virksomhedsguiden blev lanceret 28. juni 2018 som en del af regeringens strategi for at gøre det lettere at drive virksomhed i Danmark.

## Eksterne links
Officiel hjemmeside